# In Full Color
In Full Color was een Nederlandse danceact. De danceact bestond uit DJ en producer Raz Nitzan en zangeres en fotomodel Bibiënne Vossepoel.
De eerste single Not The First, een vocal trance-eurodancenummer kreeg in 2000 veel airplay en was geregeld op de clipzender TMF te zien. Not The First behaalde vervolgens een notering in de Nederlandse hitparades, in de Nederlandse Top 40 behaalde het plek 38 na enige tijd in de tipparade te hebben gestaan en plek 45 in de Mega top 100. De tweede single Into My Life kwam uit in januari 2001. Into My Life, dat ook voorzien was van een videoclip, haalde plek 28 in de Mega Top 100 maar behaalde niet de tipparade van de Top 40. Daarna werd het danceproject beëindigd.

## Discografie

### Singles
| Single met eventuele hitnotering(en) in de Nederlandse Top 40 | Datum van verschijnen | Datum van binnenkomst | Hoogste positie | Aantal weken | Opmerkingen                                         |
| ------------------------------------------------------------- | --------------------- | --------------------- | --------------- | ------------ | --------------------------------------------------- |
| Not The First                                                 | 2000                  | 05-08-2000            | 38              | 2            | Nr. 45 in de Mega Top 100 / Dancesmash op Radio 538 |
| Into My Life                                                  | 2001                  | 03-03-2001            | tip10           | -            | Nr. 28 in de Mega Top 100                           |